# مسند السكين

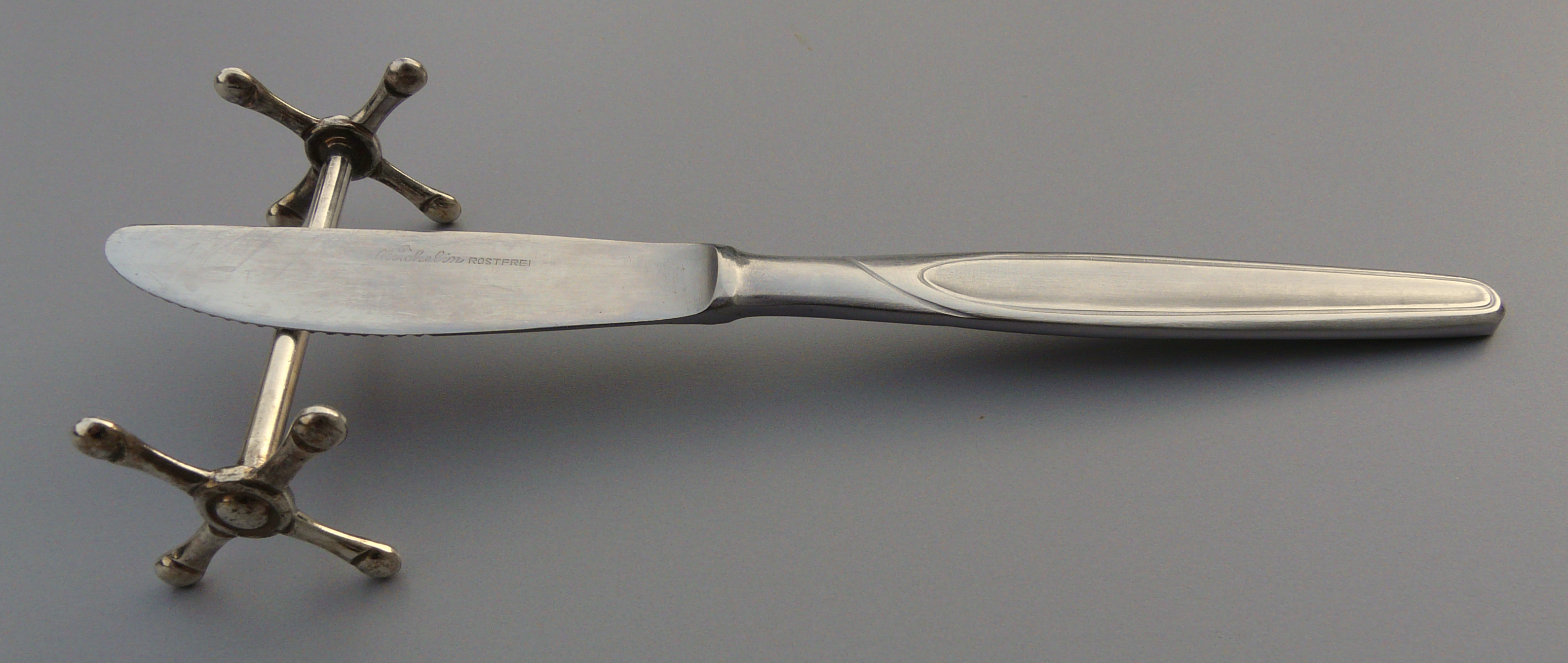
صورة اعلاه توضح احد اشكال مسند السكين

## مسند السكين
مسند السكين هو قطعة من أدوات المطبخ لسند السكين المستخدمة دون لمس الطاولة لمنع سوائل الطهي من ملامسة سطح المنضدة.
وهناك أدوات مماثلة تستخدم في المطبخ الآسيوي كمسند عصا الطعام ومسند الملعقة

## تاريخها
اخترع مسند السكين في شكله الحديث في أواخر القرن السابع عشر أو أوائل القرن الثامن عشر ، ولكنه استخدم سابقًا وربما كان مصنوعا من الخشب فقط في عهد هنري الثامن ملك إنجلترا. ولقد اخترع هذا المسند لحماية السكين والشوكة وحمية مفارش المائدة من أن تلطخ بسوائل الطهي، وفي وقت لاحق طورت في مجموعات. 
وفي العصر الفكتوري صنعت مساند السكاكين بتشكيلات متنوعة المواد والتصاميم والأشكال، وشملت المواد المستخدمة الذهب والفضة وعرق اللؤلؤ والعاج. كما قام الفرنسيون أيضًا بصنع مساند السكاكين المعروفة باسم حامل السكين (porte-couteaux)، وفي ذلك الوقت قام الروس والألمان والأوروبيون الأخرون بتطوريها، كما صنع الصينيون مسند عصا الطعام على نفس النحو.
ومنذ أواخر القرن التاسع عشر صممت معظم السكاكين لترجح نحو المقبض، ولهذا السبب تذكر كتب الإتيكيت في العصر الفيكتوري أن مساند السكين والقلق بشأن تلوث مفرش الطاولة أصبحت غير ضرورية، و في منتصف القرن العشرين استبدلت المقابض العظمية الثقيلة ببلاستيك أبيض أخف مما تسبب في عودة القلق على مفرش الطاولة من أدوات المائدة الكلاسيكية.
أما في العالم الغربي فقد استخدمت الطبقات العليا خاصةً مساند السكاكين خلال النصف الأول من القرن العشرين ومع ذلك فقد أصبح يشتريها الآن هواة جمع الأشياء.